# Jacob Tamarkin
Jacob David Tamarkin (tiếng Nga: Я́ков Дави́дович Тама́ркин, Yakov Davidovich Tamarkin; sinh ngày 11 tháng 7 năm 1888 - mất ngày 18 tháng 11 năm 1945) là một nhà toán học người Mỹ gốc Nga được biết đến với nghiên cứu của mình về giải tích toán học.

## Tiểu sử
Tamarkin được sinh ra ở Chernigov, Đế quốc Nga (nay là Chernihiv, Ukraine) là thành viên của gia đình Do Thái giàu có. Cha của ông, David Tamarkin, là một bác sĩ và mẹ của ông, Sophie Krassilschikov, là từ một gia đình của một chủ đất. Ông chuyển đến St Petersburg khi còn bé và lớn lên ở đó. Trong phòng tập thể dục của mình, ông đã kết bạn với Alexander Friedmann, là một nhà vũ trụ học, người mà ông đã viết bài toán đầu tiên vào năm 1906, và vẫn là bạn bè và đồng nghiệp cho đến cái chết đột ngột của Friedmann vào năm 1925. Vladimir Smirnov wlà người bạn khác của ông từ cùng một phòng tập thể dục. Nhiều năm sau, họ đồng tác giả một cuốn sách giáo khoa phổ biến có tiêu đề "A course in higher mathematics".
Tamarkin học tại Đại học Tổng hợp Sankt-Peterburg nơi ông bảo vệ luận án của mình vào năm 1917. Cố vấn của ông là Andrei Markov. Sau khi tốt nghiệp, Tamarkin làm việc tại Viện truyền thông và Viện điện kỹ thuật. Vào năm 1919, ông tạm thời trở thành giáo sư và hiệu trưởng tại Đại học bang Perm, nhưng một năm sau đó trở về St Petersburg, nơi ông đã nhận được một chức giáo sư tại Đại học Bách khoa Saint Petersburg.
vào năm 1925, ông trở nên lo lắng về sự ổn định của Nga và quyết định di cư sang Hoa Kỳ. Kỉ niệm yêu thích nhất của ông là lúc nghiên cứu phân tích hình học ông phải làm với một lãnh sự Mỹ ở Riga, khi ông cố gắng chứng minh danh tính của mình. Tại Hoa Kỳ, ông trở thành giảng viên tại Đại học Dartmouth. Vào năm 1927, Tamarkin nhận được chức giáo sư tại Đại học Brown nơi ông ở lại cho đến khi nghỉ hưu vào năm 1945, sau khi bị lên cơn đau tim. Ông qua đời vào cuối năm đó tại Bethesda, Maryland, một vùng ngoại ô của Washington, D.C.
Nghiên cứu của Tamarkin đã mở rộng một số lĩnh vực, bao gồm lý thuyết số, phương trình tích phân, chuỗi Fourier, giải tích phức, bài toán mômen, bài toán giá trị biên và phương trình vi phân. Ông là một người đề xuất và một đồng sáng lập viên của Mathematical Reviews (được dựa trên Brown tại thời điểm đó), cùng với Otto Neugebauer và William Feller. Ông cũng là một người ủng hộ tích cực của Hội Toán học Hoa Kỳ, một thành viên của hội đồng bắt đầu từ năm 1931, và một phó chủ tịch vào năm 1942-1943. Ông đã có hơn hai mươi sinh viên tiến sĩ tại Brown Dorothy Lewis Bernstein, Nelson Dunford, George Forsythe và Derrick Lehmer.
Tamarkin kết hôn với Helene Weichardt (1888–1934) từ một gia đình giàu có của tổ tiên Đức. Con trai của họ, Paul Tamarkin (1922–1977), là một nhà vật lý cho Tổng công ty RAND.